# Тавлинка (Башкортостан)
Тавлинка (баш. Таулы) — опустевшая деревня в Мелеузовском районе Республики Башкортостан Российской Федерации. Входит в состав Корнеевского сельсовета.

## География

### Географическое положение
Расстояние до:
- районного центра (Мелеуз): 48 км,
- центра сельсовета (Корнеевка): 1 км,
- ближайшей ж/д станции (Салават): 16 км.

## История
Как пишет А. З. Асфандияров, деревня Тавлинка (Рождественка) основана в 1893 г. переселенцами из Пензенской губернии на арендованной, а позже и выкупленной земле у башкир д. Мурзашево.
В 1969 году входила в Тавлинский сельсовет (центр - д. Корнеевка).

## Население
| 2002 | 2009 | 2010 |
| ---- | ---- | ---- |
| 0    | →0   | →0   |

В конце 19 века население состояло из 101 мужчины и 116 женщин, живших в 24 дворах.
По данным на 1 января 1969 года проживало 95 человек, преимущественно русские.